# Clarice Benini
Clarice Benini (Florència, 8 de gener de 1905 – Rufina, 6 de setembre de 1976), fou una jugadora d'escacs italiana. Pels seus resultats i nivell de joc, és considerada la més forta jugadora italiana de tots els temps, i una de les millors de l'Europa Occidental de mitjan segle xx.

## Biografia
Va quedar òrfena als 15 anys; el seu pare, Giuseppe, també escaquista, morí durant un torneig d'escacs a Viareggio. Benini va morir en ser assassinada el 1976 per un seu veí, a la vora de Rufina.

## Resultats destacats en competició
El 1936 fou segona, rere la fortja jugadora Sonja Graf, al torneig femení de Semmering; per aquest èxit, l'ASI (Associazione Scacchistica Italiana, denominació de la Federació Italiana d'Escacs entre 1928 i 1946) li va atorgar el títol de Mestre ad honorem.
El 1937 participà en el Campionat del món femení a Estocolm, on hi fou segona amb 10 punts de 14, rere Vera Menchik i per davant de Milda Lauberte, Sonja Graf, Mary Bain, Mona May Karff, i d'altres; un resultat excel·lent sobretot tenint en compte la limitada experiència internacional de Clarice (el seu segon gran torneig) i el fet que la guanyadora, Vera Menchik, (que va acabar el torneig amb 14 punts de 14) era imbatible en aquella època. Menchik va guanyar els set títols mundials disputats entre 1927 i 1939, amb puntuacions molt altes, i només la seva mort en un atemptat a Londres el 1944, va poder acabar amb la seva absoluta supremacia en els escacs femenins mundials.
El 1938 va guanyar el Campionat femení d'Itàlia, organitzat per la ASI, i repetí resultat el 1939, en ambdues ocasions per davant de Nelli Lanza. Aquest campionat es va deixar de jugar, i no es reprengué fins al 1973.
El 1950 participà novament al Campionat del món a Moscou, (el primer organitzat després de la guerra), on hi fou novena, degut principalment a la manca de preparació adequada, que no li va permetre repetir l'èxit de 1937. El mateix any 1950 la FIDE li atorgà el títol de Mestre Internacional.
Posteriorment, va ser segona als torneigs internacionals femenins d'Abbazia (1953-54), amb 13,5 punts sobre 17; de Gardone (1956) on fou campiona invicta, i d'Amsterdam (1957) on hi fou també campiona invicta.
Va deixar de jugar a mitjans dels anys 1960, a causa d'una malaltia als ulls.

## Partides notables
La primera partida és contra la 17 vegades vencedora del campionat femení de Dinamarca, i la segona contra la més forta jugadora francesa dels anys 1950 i 1960s. Chaudé de Silans fou també una de les primeres dones a prendre part a les Olimpíades d'escacs "absolutes".
Clarice Benini - Ingrid Larsen (Moscou, Campionat del món femení, 1950)

1.d4 d5 2.Cf3 Cf6 3.c4 e6 4.Cc3 Cbd7 5.Ag5 Ae7 6.e3 O-O 7.Tc1 a6 8.a3 c5
9.dxc5 Cxc5 10.cxd5 exd5 11.Ae2 Ae6 12.O-O Tc8 -13.Cd4 Cce4 14.Cxe4 Cxe4
15.Cxe6 Txc1 16.Cxd8 Txd1 17.Axe7 Txf1+ 18.Rxf1 Te8 19.f3 Txe7 20.fxe4 Td7
21.Cxb7 Txb7 22.b4 dxe4 23.Axa6 Ta7 24.b5 Rf8 25.a4 Re7 26.Re2 Rd6
27.Rd2 Rc7 28.Rc3 Txa6 29.bxa6 Rb6 30.g4 Rxa6 31.Rd4 Ra5 32.Rxe4 Rxa4
33.Rd5 Rb4 34.g5 Rc3 35.h4 Rd3 36.e4+ Re3 37.Re5 Rf3 38.Rf5 Rg3 39.h5 Rh4
40.h6 g6 41.Rf6 Rg4 42.Rxf7 1-0
Chantal Chaudé de Silans - Clarice Benini (Moscou, Campionat del món femení, 1950)

1.d4 d5 2.c4 c6 3.Cf3 Cf6 4.Cc3 dxc4 5.a4 Af5 6.e3 e6 7.Axc4 Ab4 8.O-O O-O
9.Ce2 h6 10.Cg3 Ah7 11.De2 Cbd7 12.e4 De7 13.Ce5 Tad8 14.Cxd7 Txd7 15.e5 Cd5
16.Ch5 Rh8 17.f4 Cb6 18.Ae3 Cxc4 19.Dxc4 Td5 20.Dc1 Tfd8 21.Tf3 Dh4
22.Th3 Dg4 23.f5 Axf5 24.Cf4 Txd4 25.Axd4 Txd4 26.Tf3 Ad2 27.Dc5 Axf4
28.h3 Dxf3 29.Df8+ Rh7 30.gxf3 Td2 31.Db4 g5 32.Dxb7 Rg6 33.Te1 Axh3 
34.Db8 Rh5 35.Dg8 Rh4 36.Dxf7 Rg3 37.Dh5 Ae3+ 0-1